# Sternocampsus
Sternocampsus is een geslacht van kevers uit de familie  
kniptorren (Elateridae).
Het geslacht is voor het eerst wetenschappelijk beschreven in 1927 door Fleutiaux.

## Soorten
Het geslacht omvat de volgende soorten:
- Sternocampsus castaneus Jiang in Jiang & Wang, 1999
- Sternocampsus villosus Fleutiaux, 1927